# Championnat d'Uruguay de football 1914
Navigation
Édition précédente Édition suivante
| \| Montevideo: · Central · Peñarol · Nacional · Wanderers · River Plate · Reformers · Independencia Universal Montevideo \| Localisation des clubs engagés dans le championnat. |
| Montevideo: · Central · Peñarol · Nacional · Wanderers · River Plate · Reformers · Independencia Universal Montevideo                                                           |

La 14e édition du championnat d'Uruguay de football est remportée par le River Plate Football Club. C’est le quatrième titre de champion du club, le deuxième consécutif. River Plate l’emporte après un match de barrage pour le titre, car il a terminé le championnat à égalité de points avec Club Atlético Peñarol. Club Nacional de Football complète le podium. 
Un nouveau club, Club Atlético Independencia, accède à l’élite uruguayenne et remplace le Bristol Football Club.
À l’issue du championnat River Plate et Peñarol se classent premier ex aequo avec 22 points. Un match de barrage pour l’attribution du titre de champion d’Uruguay est donc organisé. La première confrontation se termine par un match nul 1-1. Le deuxième match se termine encore sur le même score. Il faut attendre le troisième barrage pour qu’une des deux équipes arrive enfin à l’emporter. River Plate bat Peñarol avec la plus petite des marges et obtient son quatrième titre de champion d’Uruguay.

## Les clubs de l'édition 1914
| Club                             | Stade         | Capacité | Ville            |
| -------------------------------- | ------------- | -------- | ---------------- |
| Central Español Fútbol Club      | -             | -        | Montevideo       |
| Club Atlético Independencia      | -             | -        | Montevideo       |
| Universal Football Club          | -             | -        | San José de Mayo |
| Montevideo Wanderers Fútbol Club | -             | -        | Montevideo       |
| Club Nacional de Football        | -             | -        | Montevideo       |
| Club Atlético Peñarol            | Villa Peñarol | -        | Montevideo       |
| Reformers Football Club          | -             | -        | Montevideo       |
| River Plate Football Club        | -             | -        | Montevideo       |

## Compétition

### Classement
Le classement est établi sur le barème de points suivant : victoire à 2 points, match nul à 1, défaite à 0.
| Rang | Équipe                      | Pts | J  | G | N | P  | Bp | Bc | Diff |
| ---- | --------------------------- | --- | -- | - | - | -- | -- | -- | ---- |
| 1    | River Plate T               | 22  | 14 | 9 | 4 | 1  | 21 | 8  | +13  |
| 2    | Club Atlético Peñarol       | 22  | 14 | 9 | 4 | 1  | 26 | 11 | +15  |
| 3    | Club Nacional de Football   | 21  | 14 | 8 | 5 | 1  | 26 | 11 | +15  |
| 4    | Universal Football Club     | 14  | 14 | 6 | 2 | 6  | 27 | 24 | +3   |
| 5    | Montevideo Wanderers        | 12  | 14 | 5 | 2 | 7  | 19 | 20 | -1   |
| 6    | Reformers Football Club     | 10  | 14 | 4 | 2 | 8  | 16 | 29 | -13  |
| 7    | Central Español Fútbol Club | 9   | 14 | 3 | 3 | 8  | 11 | 19 | -8   |
| 8    | Club Atlético Independencia | 2   | 14 | 0 | 2 | 12 | 8  | 31 | -23  |

| Légende : Qualifications et relégations | Légende : Qualifications et relégations |
| --------------------------------------- | --------------------------------------- |
|                                         | Champion d’Uruguay                      |
|                                         | Relégation en deuxième division         |
|                                         | T : Tenant du titre P : Promus          |

### Barrages pour le titre
| match d'appui 1 | River Plate Football Club | 1-1 | Club Atlético Peñarol |  |  |
|                 |                           |     |                       |  |  |

| match d'appui 2 | Club Atlético Peñarol | 1-1 | River Plate Football Club |  |  |
|                 |                       |     |                           |  |  |

| match d'appui 3 | River Plate Football Club | 1-0 | Club Atlético Peñarol |  |  |
|                 |                           |     |                       |  |  |

## Bilan de la saison
| Championnat d'Uruguay de football 1914                             |                                              |
| Champion                                                           | River Plate Football Club (4e titre)         |
| Promotions et relégations                                          |                                              |
| Promus en Primera División                                         | Bristol Football Club Defensor Sporting Club |
| Relégués en Championnat d'Uruguay de football de deuxième division | Aucun                                        |